# Taliesin
Taliesin – w mitologii walijskiej pierwszy człowiek obdarzony darem proroczym. 
Służący bogini Ceridwen, nazywał się Gwion Bach. Ceridwen przygotowała magiczną miksturę, która po roku gotowania miała dostarczyć trzech kropli wszechwiedzy. Każdy, kto połknie te cenne krople, będzie znał wszystkie tajemnice przeszłości, czasów mu współczesnych i przyszłych. Kiedy Gwion Bach dorzucał do ognia pod kotłem, nieco gorącego płynu prysnęło mu na palec, który wyssał dla złagodzenia bólu (podobnie jak Finn Maccool, w trakcie gotowania łososia wiedzy). Rozwścieczona Ceridwen użyła wszystkich swych magicznych mocy w pościgu za chłopcem. W ucieczce zmieniał się on kolejno w zająca, rybę i ptaka, zanim został pod postacią ziarna pszenicy i zjedzony przez boginię. Później Gwion Bach, wrzucony do morza, wpadł do sieci zastawionej na ryby. Dano mu też nowe imię, Taliesin, z powodu jego promiennego czoła. "Jestem stary, jestem młody", powiedział. "Byłem martwy, byłem żywy".